# 旅番組
旅番組（たびばんぐみ）は、テレビ番組のジャンルのひとつで、旅と関連があると見なされている番組を広く指すための用語、総称。

## 分類
下記のような関係になる。
旅番組

　├ 紀行番組（旅番組の中でも、比較的まじめな、旅の体験記録、ドキュメンタリー番組。その土地に関する歴史、文化など教養的なことを重視。

　├ 旅・グルメ番組（旅番組の中でも、食べ物、料理の内容を重視して、風景とともに食べ物のアップにもかなり画面をさいてゆく番組。）

　├ 散歩番組（一日の行動範囲でのドキュメンタリーや、その範囲での施設・商品・食べ物・アクティビティ・人物などの紹介。）

　└ 旅バラエティ番組（旅番組の中でも、雑多な内容を盛り沢山に盛り込んでいるもの）

### 紀行番組
旅番組の中でも真面目な内容のものは紀行番組とほぼ同義である。そもそも「紀行」とは「旅行中の体験・見聞・感想などを書きつづった文章」のことであるが、紀行という記録行為を（昔のように文章ではなく）映像として記録し、（昔のように和本を出版するかわりに）番組として放送しているわけである。画面に現れる旅の体験者は、学者であったり、小説家であったり、俳優だったり、アナウンサーだったりする。
内容が近接したり、重なったりするジャンルとしては下記のものがある。

### 旅・グルメ番組
グルメ番組ではしばしば各地の食をとり上げており、「旅・グルメ番組」としてジャンル分けすることもある。

### 散歩番組
散歩番組は「旅」と比較すれば狭いエリア内での、1日～半日程度の徒歩圏内での体験をしつつ、施設・人物の紹介を行う番組。旅番組との基準は曖昧だが、主に都内、都市部が中心、ぶらりと立ち寄った無名店で食事、店員や街の人との会話が中心。「街ブラ番組」とも呼ばれる。

### 旅バラエティ番組
旅番組の中でも、雑多な要素を入れ込んでいる番組を「旅バラエティ番組」と言う。紀行的な真面目な内容と、「くだけた内容」をバランスよくミックスしている番組もある。お笑い要素が強い番組などが分類される。

## 歴史、主な番組
- いい旅・夢気分（テレビ東京）（1986年4月16日 - 2013年9月18日。※現在は単発特番として放送中）
- 旅ここが知りたい!（テレビ朝日）（1989年1月9日 - 同年6月26日）
- 風まかせ 新・諸国漫遊記（フジテレビ）（1990年 - 2000年）
- やまがた発!旅の見聞録（山形放送・テレビ埼玉）（1992年1月 - 2021年3月）
- 旅・わくわく（中部日本放送）（1994年4月2日 - 1998年9月26日）
- 走れ!ガリバーくん→GO!GO!ガリバーくん（関西テレビ）（1996年 - 2006年）
- ウチくる!?（フジテレビ）（1999年4月 - 2018年3月）
- 旅の香り（テレビ朝日）（2002年4月9日 - 2009年9月20日）
- 田舎に泊まろう!（テレビ東京）（2003年4月6日 - 2010年3月28日）
- 味わいぶらり旅（RKB毎日放送他TBS系列九州ブロック）（2004年4月 - 2012年3月25日）
- おでかけ!パレット（東海テレビ）（2005年4月3日 - 2007年3月25日）
- ちい散歩（テレビ朝日）（2006年4月3日 - 2012年5月4日[注釈 2]）
- 黄金ディッシュ（RKB毎日放送）（2006年4月1日 - 2007年）
- ローカル路線バス乗り継ぎの旅シリーズ（テレビ東京）（2007年10月20日 - 2022年8月20日）
- 孝太郎が行く2（フジテレビ）（2008年4月 - 同年10月）
- 空から日本を見てみようシリーズ（テレビ東京→BSジャパン）[注釈 3]
- にっぽん原風景紀行（BSテレ東）（2009年 - ）
- ひるブラ（NHK総合、2011年4月25日 - 2018年3月28日）
- ニッポン!おもてなし旅（読売テレビ）（2011年5月1日 - 2012年3月25日）
- おじゃマップ（フジテレビ）（2012年1月25日 - 2018年3月28日）
- クチコミ新発見!旅ぷら（読売テレビ）（2012年4月1日 - 2021年9月26日）
- そうだ旅（どっか）に行こう。（テレビ東京）（2012年4月3日 - 2015年9月15日）
- 若大将のゆうゆう散歩（テレビ朝日）（2012年5月7日 - 2015年9月25日）
- 横山由依（AKB48）がはんなり巡る 京都・美の音色（関西テレビ）（2012年7月 - 2020年12月）
- 国分太一のおさんぽジャパン（フジテレビ）（2013年4月1日 - 2020年3月31日）→国分太一のお気楽さんぽ - Happy Go Lucky -（2020年4月1日　- 2022年3月31日）
- 大杉漣の漣ぽっ（BSフジ）（2013年4月　- 2018年4月[注釈 4]）
- GO!GO!こじまな号（エンタ!959）（2013年5月 - 2015年9月）
- 旅ヌード（テレビ東京）（2013年10月2日 - 2014年3月26日）
- 逆向き列車（テレビ東京）（2014年2月3日 - 2月24日）
- 夜の巷を徘徊する（テレビ朝日）（2015年4月 - 2021年3月）[注釈 5]
- さんぽサンデー（テレビ朝日）（2015年7月5日 - 12月27日）
- 極上!旅のススメ（テレビ朝日）（2016年1月10日 - 9月25日）
- ぶらり路上プロレス（Amazonプライム・ビデオ）（2016年）
- 車あるんですけど…？（テレビ東京） ほか（2016年10月2日 - 2018年9月30日）
- 桃さんぽ（エンタ!959）（2016年10月17日 - 2020年5月16日）
- 朝の!さんぽ道（テレビ東京）（2017年4月3日 - 2020年3月27日）
- 旬感☆ゴトーチ!（NHK総合、2018年4月2日～2019年3月28日）
- 旅サンデー（テレビ朝日）（2018年4月8日 - 10月14日）
- フォトぶら（関西テレビ）（2018年4月 - 2020年3月）

## 現在も放送中の番組
（2023年12月現在）

### 全国ネット
- 鶴瓶の家族に乾杯（NHK）
- 遠くへ行きたい（読売テレビ）
- 帰れマンデー見っけ隊!!（テレビ朝日）
- 朝だ!生です旅サラダ（朝日放送テレビ）
- 水バラ（テレビ東京）
- 出川哲朗の充電させてもらえませんか?（テレビ東京）
- モヤモヤさまぁ～ず2（テレビ東京）
- 日本全国ドラレコ旅（テレビ大阪） - 不定期放送

ほか

### ローカル番組
日本テレビ系列
- ぶらり途中下車の旅 （日本テレビ）
- 汽車に乗ろうよ（静岡第一テレビ） - 不定期放送

TBS系列
- 列車に乗って（RKB毎日放送他、TBS系列九州ブロック）
- #きとキュン♡トラベラー with T（チューリップテレビ）

テレビ朝日系列
- 水曜どうでしょう（北海道テレビ放送） - 不定期放送
- おにぎりあたためますか（北海道テレビ放送）
- ハナタレナックス（北海道テレビ放送）
- じゅん散歩（テレビ朝日）
- 路線バスで寄り道の旅（テレビ朝日）
- ウドちゃんの旅してゴメン（メ～テレ）
- 相席食堂（朝日放送テレビ）
- 前川清の笑顔まんてんタビ好キ（九州朝日放送）

フジテレビ系列
- EXILE TRIBE 男旅（北海道文化放送）
- もしもツアーズ（フジテレビ） - 2022年9月でレギュラー放送を終了。以降は不定期放送。
- ぶらぶらサタデー（フジテレビ）
  - タカトシ温水の路線バスの旅
  - 有吉くんの正直さんぽ
- なりゆき街道旅（フジテレビ）
- ぐっさん家〜THE GOODSUN HOUSE〜（東海テレビ）
- フットマップ〜今すぐ行きたい!エエとこツアー〜（関西テレビ）
- ゴリパラ見聞録（テレビ西日本）

テレビ東京系列
- 旅コミ北海道じゃらんdeGO!（テレビ北海道）
- ハーフタイムツアーズ（テレビ東京）
- 昼めし旅 〜あなたのご飯見せてください!〜（テレビ東京）
- 土曜スペシャル[注釈 6]（テレビ東京）
- おとな旅あるき旅（テレビ大阪）
- やすとものどこいこ!?（テレビ大阪）
- ちょっと福岡行ってきました!（TVQ九州放送）

独立局
- カミナリのチャリ旅!（とちぎテレビ）
- U字工事の旅!発見（とちぎテレビ）
- いろはに千鳥（テレビ埼玉）
- キンシオ（テレビ神奈川）
- あんぎゃでござる（KBS京都）
- 岡崎体育の京の観察日記（KBS京都）

### BS放送
NHK
- にっぽん縦断 こころ旅（BSプレミアム・BS4K）（2011年春 - ）
- ニッポンぶらり鉄道旅（BSプレミアム）（2014年4月 - ）
- 六角精児の呑み鉄本線・日本旅（BSプレミアム・BS4K）（2015年春 - ） - 不定期放送
- 中井精也のてつたび（BSプレミアム） - 不定期放送
- ふらっとあの街 旅ラン10キロ（BSプレミアム） - 不定期放送
- パン旅。（BSプレミアム） （2016年春 - ）
- ぐっさんのニッポン国道トラック旅（BSプレミアム・BS4K） - 不定期放送
- ザ・穴場ツアー CATVネットワーク（BSプレミアム） - 不定期放送

ほか
民放系
- 友近・礼二の妄想トレイン（BS日テレ）（2020年6月8日 - ）
- 極楽とんぼの週末極楽旅（BS日テレ）（2021年10月6日　- ）
- 旅する水曜日（BS日テレ）（2022年4月6日 - ）
- 新 鉄道・絶景の旅（BS朝日）
- 吉田類の酒場放浪記（BS-TBS）
- 美しい日本に出会う旅（BS-TBS）
- 飯尾和樹のずん喫茶（BSテレ東）
- 出発!ローカル線 聞きこみ発見旅（BSテレ東）
- わがまま!気まま!旅気分（BSフジ、フジテレビ系列各局制作）
- 木梨目線! 憲sunのHAWAII（BSフジ）※特番
- 太田和彦のふらり旅 新・居酒屋百選（BS11）
- 私たち鉄印帳はじめます。（BS11）

ほか

### CS放送
- 鉄道発見伝 鉄兄ちゃん藤田大介アナが行く!（日テレプラス）（2013年 - ）
- ウルトラ怪獣散歩（フジテレビONE）
- AKB48チーム8のあんた、ロケロケ!（テレ朝チャンネル1）
- 架乃ゆらのLOVE昭和（エンタ!959）※2024年から配信番組に移行。

ほか

### ケーブルテレビ
- いい伊豆みつけた（伊豆急ケーブルネットワーク）（1987年 - ）

### CS専門チャンネル
- 旅チャンネル